# Daniel Tammet
Daniel Tammet, angleški pisatelj in lingvist, * 31. januar 1979, London
Je avtističen savant z izjemnimi matematičnimi in lingvističnimi sposobnostmi. Dosedaj je napisal tri knjige: Born on a Blue Day, Embracing the Wide Sky in zbirko novel Thinking in Numbers. Vse so uspešnice. Leta 2004 na dan pi je v Oxfordu v Museum of the History of Science recitiral število π 22 514 decimalk (trajalo je pet ur in devet minut). Govori 10 jezikov in ustvarja nov jezik, ki je zelo logičen. Njegove knjige so zelo zanimive tudi zato, ker odstirajo njegov način mišljenja.

## Otroštvo
Rodil se je kot najstarejši od devetih otrok. Prvi dve leti življenja je ves čas jokal, potem pa je postal preveč tih in se ni družil z drugimi otroki. Kot trileten otrok je preživel hud epileptičen napad. Od takrat vidi besede in števila kot slike v raznih barvah.

## Mladost
Bil je brez prijateljev, zelo drugačen od sošolcev, zato je bil pogosto tarča njihovega zasmehovanja. V življenepisu Born on a Blue Day  piše, da si ljudje z Aspergerjevim sindromom  želijo pridobiti prijatelje, vendar jim je to zelo težko. Občutek izolacije je bil zanj zelo boleč. Kadar je bil zelo nesrečen, je štel potence števila dve. Števila so mu v glavi tvorila vizualne predstave in te so ga zelo pomirile. Najraje je imel matematiko in zgodovino, prav trpel pa je pri športni vzgoji. V srednji šoli se je tudi zavedel svoje istospolne usmerjenosti.

## Odraslost
Po maturi je eno leto poučeval angleščino v Latviji. Sprva je bilo težko, saj je prvič sam potoval in moral se je navaditi na samostojno življenje. Dobil pa je prijatelje in samozavest.
Po vrnitvi je preko računalnika spoznal svojega dolgoletnega partnerja. Uči se tuje jezike, islandščine se je naučil v enem tednu.
Sedaj živi z novim partnerjem v Franciji, potuje po svetu, predava , sodeluje z znastveniki, ki proučujejo delovanje možganov .